# Kent (Washington)
Kent es una ciudad ubicada en el condado de King en el estado estadounidense de Washington. En el año 2000 tenía una población de 114 218 habitantes y una densidad poblacional de 1095,4 personas por km².

## Geografía
Kent se encuentra ubicada en las coordenadas 47°22′58″N 122°13′37″O / 47.38278, -122.22694.

## Demografía
Según la Oficina del Censo en 2000 los ingresos medios por hogar en la localidad eran de $50.053, y los ingresos medios por familia eran $61.016. Los hombres tenían unos ingresos medios de $43.136 frente a los $36.995 para las mujeres. La renta per cápita para la localidad era de $21.390. Alrededor del 11,6% de la población estaban por debajo del umbral de pobreza.